# Parafia Najświętszej Maryi Panny Królowej Korony Polskiej w Nowej Wsi
Parafia Najświętszej Maryi Panny Królowej Korony Polskiej w Nowej Wsi – parafia rzymskokatolicka znajdująca się w diecezji kaliskiej, w dekanacie Dobrzyca.